# مانح إلكترونات
مانح الإلكترونات هو كيان جزيئي قادر على منح الإلكترونات إلى مركب آخر قادر على استقبالها، والذي يدعى مستقبل إلكترونات، بالتالي تتضمن العملية انتقال الإلكترون في الوسط مما يترتب عليه تغير في حالة الأكسدة.
تعد مانحات الإلكترونات من المختزلات بالتالي فهي تخضع لتفاعل أكسدة أثناء العملية. قد يكون الانتقال تاماً من جزيء إلى آخر، وقد يكون الانتقال محصوراً وفي حالة طنين داخل بنية معقد تناسقي، وبالتالي نحصل على ما يعرف باسم معقدات انتقال الشحنة.